# Huangpi
Huangpi, tidigare romaniserat Hwangpei, är ett stadsdistrikt i provinshuvudstaden Wuhan i Hubei-provinsen i centrala Kina.
Som bosättning har Huangpi en lång historia och arkeologiska utgrävningar i området har funnit föremål från Shangdynastin. 579 etablerades Huangpi som härad under den Norra Zhoudynastin.
Under Folkrepubliken Kina var Huangpi ett härad som sorterade under Xiaogans stadsprefektur, men 1983 överfördes orten till Wuhan och 1998 blev Huangpi ett stadsdistrikt i Wuhan.
Generalen och Republiken Kinas andre president Li Yuanhong kommer från Huangpi.

## Källa
1. ↑  ”worldpostmarks.net”. Arkiverad från originalet den 2 januari 2015. https://web.archive.org/web/20150102101710/http://worldpostmarks.net/HTML%20Countries/china.htm. Läst 22 juli 2015.